# Belarus i Junior Eurovision Song Contest
Belarus debuterade i Junior Eurovision Song Contest 2003 och har till och med 2020 deltagit 18 gånger. Året efter debuten i Junior Eurovision, debuterade man i Eurovision Song Contest. Belarus är tillsammans med Polen och Ryssland det enda land som lyckats vinna tävlingen två gånger, 2005 och 2007. Belarus har även stått som värd för tävlingen, vid Junior Eurovision Song Contest 2010 och 2018. 
Belarus deltog i varje upplaga fram tills 2021 då det belarusiska TV-bolaget BTRC stängdes av från EBU. 

## Deltagare
| År                              | Artist                                | Bidrag                                   | Översättning       | Plats | Poäng |
| ------------------------------- | ------------------------------------- | ---------------------------------------- | ------------------ | ----- | ----- |
| 2003                            | Volha Satsiuk & Katsiaryna Lipouskaja | "Tantsuj" (Танцуй)                       | Dansa!             | 4     | 103   |
| 2004                            | Jahor Vautjok                         | "Spjavajtse sa mnoj" (Спявайце са мной)  | Sjung med mig!     | 14    | 9     |
| 2005                            | Ksenia Sitnik                         | "My vmeste" (Мы вместе)                  | Vi är tillsammans  | 1     | 149   |
| 2006                            | Andrej Kunets                         | "Novyi den" (Новый день)                 | Ny dag             | 2     | 129   |
| 2007                            | Alexej Zjigalkovitj                   | "S druz'yami" (С друзьями)               | Med mina vänner    | 1     | 137   |
| 2008                            | Dasja, Alina & Karina                 | "Serdtse Belarusi" (Сердце Беларуси)     | Belarus hjärta     | 6     | 86    |
| 2009                            | Jurij Demidovitj                      | "Volsjebnyj krolik" (Волшебный кролик)   | Magisk kanin       | 9     | 48    |
| 2010                            | Daniil Kozlov                         | "Muzyki svet" (Музыки свет)              | Musikens ljus      | 5     | 85    |
| 2011                            | Lidija Zablotskaja                    | "Angely dobra" (Ангелы добра)            | Godhetens änglar   | 3     | 99    |
| 2012                            | Jehor Zjesjko                         | "A more more" (А море-море)              | Åh havet, havet    | 9     | 56    |
| 2013                            | Ilja Volkov & Maxi Briz               | "Poj so mnoj" (Пой со мной)              | Sjung med mig!     | 3     | 108   |
| 2014                            | Nadezjda Misiakova                    | "Sokal" (Сокал)                          | Falk               | 7     | 71    |
| 2015                            | Ruslan Aslanov                        | "Magic (Volsjebstvo)" (Волшебство)       | Magi               | 4     | 105   |
| 2016                            | Aleksandr Minjonok                    | "Muzyka moich pobed" (Музыка моих побед) | Mina segrars musik | 7     | 177   |
| 2017                            | Helena Meraai                         | "I Am the One" (Я самая)                 | Jag är den enda    | 5     | 149   |
| 2018                            | Daniel Jastremskij                    | "Time"                                   | Tid                | 11    | 114   |
| 2019                            | Liza Misnikova                        | "Pepelnyj" (Пепельный)                   | Askgrå             | 11    | 92    |
| 2020                            | Arina Pehtereva                       | "Aliens"                                 | Aliens             | 5     | 130   |
| Avstängd från tävlan sedan 2021 |                                       |                                          |                    |       |       |